# Sebastian Stalder
Sebastian Stalder (* 19. ledna 1998 Wald) je švýcarský biatlonista.
Biatlonu se věnuje od roku 2012. Ve Světovém poháru debutoval v březnu 2018 ve sprintu v Oslu, kde navzdory střelecky bezchybnému výsledku dojel na 82. místě
Ve své dosavadní kariéře nezvítězil ve Světovém poháru v žádném individuálním ani kolektivním závodě. Jeho nejlepším individuálním umístěním jsou 5. místa ze závodu s hromadným startem z Östersundu z března 2023 a z vytrvalostního závodu taktéž Östersundu z listopadu 2023.

## Výsledky

### Olympijské hry a mistrovství světa
| Sezóna  | Akce | Místo                | SP  | SZ  | HZ  | IZ  | ŠT  | SŠT | SZD | Věk    |
| ------- | ---- | -------------------- | --- | --- | --- | --- | --- | --- | --- | ------ |
| 2021/22 | ZOH  | Peking               | 27. | 38. | –   | 53. | 12. | 8,  | ×   | 24 let |
| 2022/23 | MS   | Oberhof              | 37. | DNS | 7.  | 16. | 6.  | 7.  | –   | 25 let |
| 2023/24 | MS   | Nové Město na Moravě | 50. | 42. | 7.  | 28. | 14. | 4.  | –   | 26 let |
| 2024/25 | MS   | Lenzerheide          | 13. | 27. | 25. | 11. | 7.  | 6.  | –   | 27 let |

Poznámka: Výsledky z olympijských her a mistrovství světa se do hodnocení světového poháru nezapočítávají.